# Ape Regina
Ape Regina (wł. L'Ape Regina) – włosko-francuski komediodramat z 1963 roku w reżyserii Marco Ferreriego. Film startował w konkursie głównym na 16. MFF w Cannes, gdzie zdobył nagrodę dla najlepszej aktorki za kreację Mariny Vlady.

## Fabuła
Czterdziestoletni Alfonso ma pragnienie założenia rodziny i ustabilizowania swojego życia prywatnego. Aby zrealizować swoje marzenia żeni się z młodszą od siebie Reginą, dziewczyną z mieszczańskiego domu. Po ślubie młoda żona przechodzi metamorfozę z młodocianej dewotki w rozpasaną i nieokiełznaną kobietę.

## Obsada
- Ugo Tognazzi – Alfonso
- Marina Vlady – Regina
- Walter Giller – ojciec Mariano
- Linda Sini – matka przełożona
- Ricardo Fellini – Riccardo
- Igi Polidoro – Igi
- Achille Majeroni – ciocia Mafalda
- Nino Vingelli – mężczyzna na cmentarzu

## Produkcja
Zdjęcia kręcono w Rzymie oraz na cmentarzu w Spoleto.